# Sabina Spielrein
Sabina Naftúlievna Spielrein (en rus: Сабина Нафтульевна Шпильрейн, també transcrit «Xpilrein»), nascuda a Rostov del Don, el 7 de novembre de 1885, morta a Rostov del Don per afusellament el 12 d'agost de 1942, va ser una de les primeres dones psicoanalistes, precursora de les teories de Freud i de Jung pel que fa a la conducta sexual, amb els quals col·laborà.

## Biografia
Va néixer dins d'una família de metges jueus de Rostov, Rússia, en què assolí una estricta formació que incloïa llengües -el rus nadiu, l'anglès, l'alemany i el francès-, música, piano, veu o llatí. Un dels seus germans, Isaac Spielrein, va ser un psicòleg soviètic i pioner de la psicologia del treball. Sabina es va casar amb Pàvel Scheftel, un metge també d'origen jueu. Van tenir dues filles: Renata, nascuda el 1912, i Eva, nascuda el 1924.
Abans d'estudiar medicina a la Universitat de Zúric, Spielrein va ingressar, l'agost de 1904, a l'hospital mental de Burghölzli, prop de Zuric, on aleshores treballava Carl Gustav Jung; ella hi va romandre fins a juny de 1905, per restablir-se d'una aflicció mental després d'una infància exigent i de la pèrdua de la seva germana petita. Allà va establir una intensa relació emocional amb Jung, que la va tractar com a metge. Segons l'historiador de la psicoanàlisi Peter Loewenberg, van mantenir un vincle íntim i personal que trencava l'ètica professional mèdica, i això va fer que Jung abandonés Burghölzli, la Universitat de Zúric i s'enemistès amb Bleuler. Spielrein es va graduar l'any 1911, amb una dissertació sobre l'esquizofrènia, que constituïa la primera tesi d'orientació psicoanalítica escrita per una dona. Més tard va ser escollida membre de la Societat Psicoanalítica de Viena. Continuà treballant amb Jung fins al 1912, i més tard s'entrevistà amb Sigmund Freud a Viena.
El 1923, Spielrein tornà a la Rússia de la Unió Soviètica i, junt amb Vera Schmidt, establí una guarderia a Moscou, també anomenada “Guarderia Blanca” –ja que tots els mobles eren de color blanc–, on tractava els infants com a persones lliures en la mesura que això era possible. Aquesta institució va ser clausurada per les autoritats soviètiques tres anys més tard sota acusacions, no provades, de perversió sexual. El mateix Stalin hi havia portat el seu fill, Vasily, sota un pseudònim.
El marit de Sabina, Pavel, morí en la Gran purga del règim de Stalin i també el seu germà Isaac. Sabina i les seves dues filles van ser afusellades per l'Esquadró de la Mort de les SS nazis (Einsatzgruppe D) el 1942 a Zmievskaia Balka.

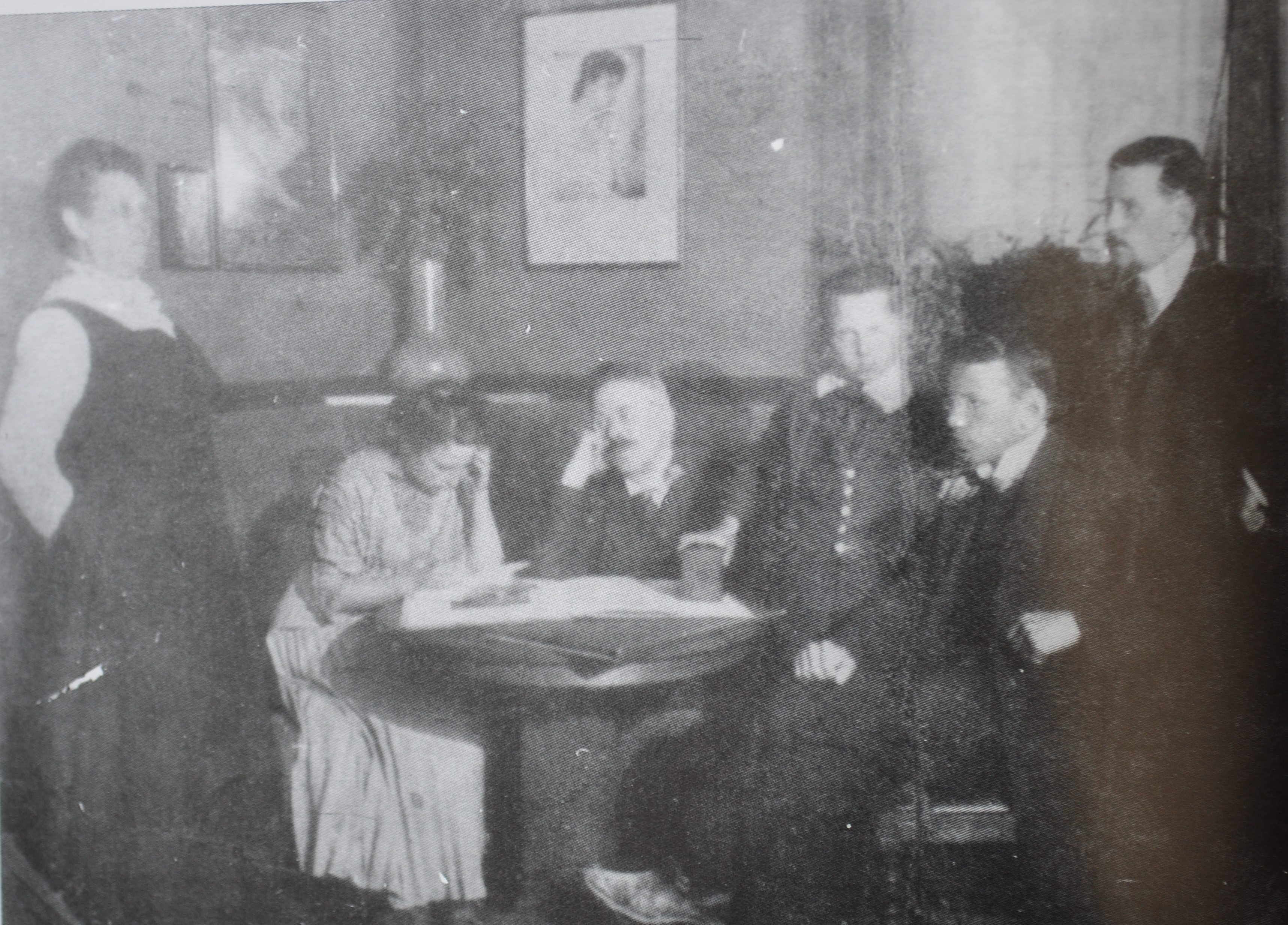
La família de Sabina Spielrein el 1909

## Aportacions significatives
Mentre que l'aportació a la psicoanàlisi de Spielrein sovint només apareix com una nota a peu de pàgina, la seva concepció de la conducta sexual com a portadora simultàniament d'un instint de destrucció i un instint de transformació, que va presentar a la Societat Psicoanalítica de Viena el 1912, de fet anticipa les teories de Freud ("pulsió de mort") i de Jung (de "transformació"). Spielrein les insereix en la seva tesi sobre la vida instintiva, que proposava ella mateixa per primer cop i que Freud adaptaria més endavant.
La documentació de Spielrein, inclosa la correspondència amb Jung i Freud, trobada a Ginebra als anys setanta, juntament amb altres documents com els registres d'hospital, ha estat publicada i ha despertat l'interès per aquesta psicoanalista pionera, de la qual només havia cridat l'atenció fins aleshores el seu paper en un suposat triangle amb Freud i Jung, més que en la seva pròpia recerca i aportació.
Un dels més famosos psicoanalitzats per ella va ser el psicòleg suís Jean Piaget.

## Impacte cultural i recreacions
La directora Elisabeth Marton en va fer un documental, Ich hieß Sabina Spielrein (Em dic Sabina Spielrein), l'any 2002. i També es va filmar una pel·lícula biogràfica The Soul Keeper (Prendimi l'Anima), dirigida per Roberto Faenza, amb Emilia Fox, com a Spielrein, i Iain Glen, com a Carl Gustav Jung.
Spielrein figura de manera important en dues obres teatrals britàniques: Sabina (1998), de Snoo Wilson, i The Talking Cure (2003), de Christopher Hampton, en la qual Ralph Fiennes fa de Jung. Les dues obres estaven precedides per la producció “Off Broadway” de Sabina (1996), de Willy Holtzman. Hampton adaptà la seva obra teatral per al film anomenat A Dangerous Method, produït per Jeremy Thomas, dirigit per David Cronenberg i protagonitzat per Keira Knightley en el paper de Spielrein.